# Societat Esportiva Penya Independent
La Societat Esportiva Penya Independent és un equip de futbol eivissenc de la ciutat de Sant Miquel de Balansat, al municipi de Sant Joan de Labritja.
Va ser fundat l'any 1975. Va jugar a categories regionals fins a l'any 2014, quan abandonà la competició. Retornà a l'activitat el 2019. El 2021 es classificà per la Copa del Rei de futbol; on fou eliminat pel CFJ Mollerussa.
El 19 de juny de 2022, la Penya Independent aconseguí per primer cop ascendir a Tercera Federació, després de derrotar el segon equip de la SCR Penya Esportiva. El 4 de juny de 2023, la Penya Independent assolí el seu segon ascens consecutiu derrotant la SD Ejea.